# Metanema lurida
Metanema lurida là một loài bướm đêm trong họ Geometridae.